# Мечебиловская волость (Изюмский уезд)
Мечебиловская во́лость — историческая административно-территориальная единица Изюмского уезда Харьковской губернии с волостным правлением в слободе Мечебилова.
По состоянию на 1885 год состояла из 15 поселений, 17 сельских общин. Население — 5279 человек (2773 человека мужского пола и 2506 — женского), 831 дворовое хозяйство.
|                       | Площадь | В том числе пахотной |
| --------------------- | ------- | -------------------- |
| Сельских общин        | 8093    | 6657                 |
| Частной собственности | 20913   | 1633                 |
| Другой собственности  | 360     | 350                  |
| В целом               | 29366   | 18640                |

Основные поселения волости:
- Мечебилова — бывшая государственная слобода при реке Бритае в 50 верстах от уездного города. В слободе волостное правление, 198 дворов, 1152 жителя, православная церковь, 2 лавки, 2 ярмарки.[1]
- Дмитриевка (Дмитровка) — бывшее владельческое село при реке Береке. В селе 35 дворов, 303 жителя, православная церковь, 2 лавки.[1]
- Княжий Лиман (Княгинин Лиман) — бывшее владельческое село при реке Береке. В селе 134 двора, 586 жителей, православная церковь, лавка.[1]
- Семеновка — бывшая государственная деревня при реке Бритае, 172 двора, 1087 жителей.[1]

Храмы волости:
- Покровская церковь в селе Дмитриевка.[2]
- Рождество-Богородичная церковь в селе Княжий Лиман.[2]
- Иосифо-Обручницкая церковь в слободе Мечебиловой.[2]